# 亳州机场
亳州机场为中华人民共和国安徽省亳州市列入长江三角洲交通规划并且通过中国民航局审查的机场项目。機場位於渦陽縣標里鎮及譙城區立德鎮交界處，距離亳州市區約33公里，目前正在興建中，预计2024年启用。

## 介绍
亳州机场设计年旅客吞吐量为100万人次，货邮吞吐量为4000吨，飞机起降为1.05万架次。飞行区等级指标4C，跑道长2600米、宽45米，航站楼面积1.15万，10个C类站坪，1座塔台，航管楼面积830平米，配套建设有空管、供电、供水、供油。

## 历史
2020年，亳州机场列入长江三角洲交通规划，同年，中国民航局已经出局该机场的审查意见。同年，中共安徽省委关于制定国民经济和社会发展第十四个五年规划和二〇三五年远景目标的建议提出加快亳州机场建设。
2021年12月16日，亳州机场及配套交通工程正式开工建设。总投资179亿元，預計2024年6月底達到驗收條件，並於同年年底正式啟用。